# Juscelinomys
A Juscelinomys az emlősök (Mammalia) osztályának rágcsálók (Rodentia) rendjébe, ezen belül a hörcsögfélék (Cricetidae) családjába tartozó nem.

## Rendszerezés
A nembe az alábbi 3 faj tartozik:
- Juscelinomys candango Moojen, 1965 - típusfaj; feltételezik, hogy kihalt
- Juscelinomys guaporensis Emmons, 1999
- Juscelinomys huanchacae Emmons, 1999